# Doris Anka
Doris Anka (orig. Daphne Duck) är en seriefigur. En sällan sedd karaktär i serierna om Kalle Anka, skapad av Don Rosa 1993, efter Carl Barks privata anteckningar.

## Karaktärshistoria
Även om det var i Don Rosas händer som Doris tog form på allvar - hon kundes beskådas för första gången i "officiella" sammanhang sommaren 1993, i Rosas släktträd över Kalle Ankas familj - finns det visst fog att hävda att hon skapades redan i början av 1950-talet.
Carl Barks hade då skapat ett par viktiga figurer och släktingar till Kalle, Joakim von Anka och Alexander Lukas, och måste ha känt ett behov, eller kanske intresse, av att för sin egen del strukturera upp hur relationen mellan anksläktingarna, som nu började bli ganska många, egentligen såg ut. Resultatet blev en enkel skiss över de centrala figurernas blodsband. Kanske för att undvika för många frågetecken satte han även namn på ett par av de släktingar som inte förekom i serierna. En av dessa, Alexanders mor, fick namnet Daphne Duck. Av diverse anledningar (se artikeln om Alexanders far Gåsfrid Lukas för närmare detaljer) valde han dock att låta Daphne ha dött tidigt (på grund av att ha överätit sig på en gratispicknick!) och Alexander bli bortadopterad.
När Rosa 40 år senare fick i uppdrag av sina redaktörer att utforma ett officiellt släktträd över ankorna valde han som troget Barks-fan att gräva upp alla till buds stående fakta från Barks penna, däribland den gamla släktskissen. Han beslöt att behålla namnet Daphne - som på svenska fick heta Doris - men strök historien om hennes död, och i juli 1993 presenterades Doris, tillsammans med en mängd andra ankor, för världen för första gången.
Sedan dess har Doris Anka medverkat i två serier, båda tecknade av Don Rosa. Dels Fort Ankeborgs försvarare (The Invader Of Fort Duckburg), del 10 i serien om Farbror Joakims Liv, och dels De tre steglitsornas tecken (The Sign Of The Triple Distelfink), där omständigheterna kring hennes födsel avslöjas och hon dessutom syns i en flashback till Alexander och Kalles barndom.

## Levnadsteckning

### Den vedertagna versionen
Hos Rosa är Doris Anka Kalle Ankas faster; hon är mor till Alexander Lukas, och Gåsfrid Lukas maka.
Doris föddes med största sannolikhet någon gång på 1870-talet, som enda dottern till Far och Mor Anka - med tiden av naturliga orsaker kallade Farfar och Farmor Anka. Familjen drev en bondgård utanför Ankeborg, och bestod, förutom av Doris och hennes föräldrar, av pojkarna Unkas och Kvacke, Doris bröder.
Redan från barnsben hade Doris en osannolikt stor tur, vilket sades ha att göra med det stora tecken föreställandes tre steglitsor som målades på gaveln av gårdens lada vid tiden för Doris födsel. 
Mer än så är i nuläget inte känt om Doris barndom. 1902, det år hon träffade Joakim von Anka, bodde hon fortfarande på gården. Någon gång därefter måste hon ha gift sig med Gåsfrid, och omkring 1920 föddes hennes enda barn, Alexander.
Mycket mer än så vet man inte om Doris. Troligen blev hon änka ganska tidigt, under 1920-talet, eller möjligen början av 1930-talet. Det sista som är känt om henne var att hon i 1930-talets början, efter makens död, firade en av sin sons födelsedagar med den i Ankeborg kvarboende delen av släkten. Möjligen lämnade Doris hemstaden snart därefter, eller också avled även hon. Det förefaller dock som att Alexander kom att uppfostras av Farmor Anka.

### Andra tolkningar
Då Doris inte har figurerat i serier av andra än Don Rosa, finns det inte heller några motstridiga uppgifter om hennes person. Inte heller har det, så vitt är känt, funnits några uppgifter om en mor till Alexander hos andra serieskapare.